# Constanta gravitațională

G este o constantă gravitațională, o cantitate cheie în Legea atracției universale a lui Isaac Newton.

Constanta gravitațională, notată cu G, este o constantă fizică empirică ce apare în legea atracției universale gravitaționale dintre obiectele cu masă. Ea apare în legea lui Newton a gravitației universale și în teoria relativității generale a lui Einstein. De asemenea, este cunoscută sub numele de constanta gravitațională universală, constanta atracției universale și constanta lui Newton, iar în limbajul cotidian G mare.
{\displaystyle F=G{\frac {m_{1}m_{2}}{r^{2}}}}
{\displaystyle G=6.67408\left(31\right)\times 10^{-11}\ {\mbox{m}}^{3}\ {\mbox{kg}}^{-1}\ {\mbox{s}}^{-2}}
Constanta atracției universale a fost prima dată măsurată în 1798 de către savantul britanic Henry Cavendish și este numeric egală cu forța cu care se atrag două corpuri punctiforme, fiecare cu masa 1 kg, aflate la distanța r = 1 m unul de celălalt.
Expresia constantei atracției universale: {\displaystyle G={\frac {Fr^{2}}{m_{1}m_{2}}}}  unde {\displaystyle m_{1}} și {\displaystyle m_{2}} reprezintă masele celor două corpuri, iar {\displaystyle F} și {\displaystyle r} sunt forța de atracție, respectiv distanța dintre cele două corpuri.
Valoric, {\displaystyle G=6,67*10^{-11}Nm^{2}/kg^{2}}